# Fate/kaleid liner 魔法少女☆伊莉雅
《Fate/kaleid liner 魔法少女☆伊莉雅》是日本TYPE-MOON以《Fate/stay night》的登場人物以及魔法少女為題材的外傳漫畫
，以及衍生的電視動畫作品。人物的設定與原作大體相同，而性格與原作有所差異。

## 作品概要
《Fate/kaleid liner 魔法少女☆伊莉雅》在角川書店《月刊Comp Ace》2007年11月號（2007年10月發行） 開始連載，原作是TYPE-MOON、作畫是廣山弘。是《Fate/stay night》的衍生作品，在世界觀基本上按照原作為基準，包含《Character material》所刊載的「愛因茲家的伊莉雅。」（アインツさん家のイリヤさん。）的要素。在雜誌連載第一話時刊載著原作者武內崇與奈須蘑菇的評語，原本預定在《Happy Gander》（ハッピーガンド）連載，這篇漫畫是伊莉雅路線的奇妙進化型。本作品可以說是若衛宮切嗣夫婦於Fate本傳聖杯戰爭爆發前（《Fate/Zero》）做出了不同抉擇所發生的故事。
《月刊Comp Ace》2009年1月號連載結束，在單行本第二冊收錄的結尾故事後故事完結。在連載結束之後在《TYPE-MOON Ace》Vol.2刊載，於《月刊Comp Ace》2009年6月號開始連載續篇《Fate/kaleid liner 魔法少女☆伊莉雅 2wei》，在2012年5月號連載後，2012年6月號以第三部《Fate/kaleid liner 魔法少女☆伊莉雅 3rei》繼續連載中。
電視動畫由SILVER LINK.製作，監督為大沼心，2013年7月至9月播映，全10話和OVA1話。第1期播放完畢後，宣佈決定製作第2期的動畫「Fate/kaleid liner 魔法少女☆伊莉雅 2wei」，播放時間為2014年7月至9月。第2期播放完畢後，決定製作第2期的續篇《Fate/kaleid liner 魔法少女☆伊莉雅 2wei Herz》，播放時間為2015年7月至9月。第3期播放完畢後，決定製作第4期《Fate/kaleid liner 魔法少女☆伊莉雅 3rei》，播放時間為2016年7月至9月。第4期播放完畢後，決定製作劇場版《劇場版 Fate/kaleid liner 魔法少女☆伊莉雅 雪下的誓言》劇場版於2017年播放。
《Fate/kaleid liner 魔法少女☆伊莉雅》為主題的原創OVA劇場版動畫《魔法少女☆伊莉雅：百變嘉年華》，分別在2019年10月10日以及17日開始在香港及台灣上映。而日本於2019年6月14日上映。整部劇場版由數個故事篇章交錯構成，大致可以分成「言峰綺禮的拉麵店日常」、「魔法紅/藍寶石的『IF』路線2則」、「恩茲華斯家的性轉篇」、「全力以赴踢罐子」以及「間桐慎二更生篇」，5個段落。
2020年5月21日宣布製作新的劇場版動畫，同年12月18日公佈標題為《劇場版 Fate/kaleid liner 魔法少女☆伊莉雅 Licht 無名的少女》，於2021年8月27日在日本上映。

## 故事簡介
伊莉雅是一個就讀穗群原學園的普通女孩子，有一天自稱人工天然精靈的魔法紅寶石萬花筒之杖突然飛了進來，強制地被繫結契約，成為魔法少女伊莉雅。被萬花筒之杖原持有者的魔術師遠坂凜的命令之下，被迫幫忙回收階級卡片，並與之相遇手持藍寶石萬花筒之杖的另一位魔法少女——美遊·艾蒂菲爾特，同一時間凜的競爭對手，一起回收卡片的魔術師露維亞也突然出現。
在經過一系列戰役後，伊莉雅和美遊成功收集所有卡片並成為好朋友，而凜和露維亞亦完成在日本的卡片回收。然而，由於處理地脈正常化的儀式出錯，出現一個與伊莉雅驚人相似的女孩，很快她們的生活又起波瀾。
在第三部中，伊莉雅和美遊在歷經了回收卡片、找尋另一個自己、與第八張卡片的壯烈激戰後，他們終於心意相通、變得更加親暱……無奈好景不常，美遊在某一天突然遭到綁架。為了營救她，伊莉雅與夥伴冒險進入「平行世界的廢墟冬木市」，準備潛入敵人的大本營「恩茲華斯家」。

## 登場人物
※ 聲：CD廣播劇／電視動畫版。僅有一人者為電視動畫的聲優。

### 主要角色
伊莉雅絲菲爾·馮·愛因茲貝倫（Illyasviel von Einzbern，聲：門脇舞以／同左）
本作品女主角，與原作設定不同，是住在冬木市的普通女孩子，一改原作中扭曲殘酷的性格。甚至是本作的主要吐槽役。
登場時為10歲，原作2期後為11歲，就讀於穗群原小學的5年1班，生日7月20日。平常喜歡看魔法少女的動畫DVD，對魔法少女頗為憧憬。有一天遇到從凜手上逃出來的萬花筒之杖，並且強制締結契約變成魔法少女。現在是紅寶石之星的持有人，也因此變成凜的奴隸，藉由紅寶石之星的力量變身為魔法少女Prisma Illya。
運氣與直覺異常地高，可以把致死性意外躲開或減輕。喜歡的人是士郎。50公尺短跑從未輸給男生，卻輸給美遊。有女僕控的傾向，對於美遊的女僕裝扮會感到興奮（？）。
在第二部時因小黑的出現，逐漸揭曉身分，其身分為愛因茲貝倫家為參與聖杯戰爭所使用的許願儀，因母親將魔力、記憶及知識封印，成為普通的女孩子。但隨著捲入魔術界的動亂後，封印開始鬆動了。
第三部的後期，為了救出被黑化後的第八張卡片吸收的美遊，而同時使用兩根「萬花筒之杖」變身為「雙杖模式」。使用「雙杖模式」的伊莉雅擁有壓制第八張卡片的強大力量，同時，也對身體帶來巨大的負擔。最後擊出「多元重奏飽和炮擊」與Enuma Elish的對轟，並把對方消滅。
第三部時，被傳送到平行世界的冬木市。
後來使用Saber卡作夢幻召喚，以Excalibur把眾多的泥之英靈消滅。使用了Excalibur後，魔力幾乎耗盡，加上泥之英靈不斷湧現而一度陷入苦戰。幸得田中從學校天台把劍投擲在伊莉雅面前，抵消了泥之英靈的攻擊。之後拾起劍，把一眾泥之英靈消滅。並成功中斷了儀式。
之後與凜等一行人來到平行世界的士郎與美遊的家中，與小黑洗澡完畢後，偶然看見美遊的撒嬌模樣後，幾乎打開很久沒打開過的開關。後來一行人再度嘗試阻止儀式進行，但因大流士的介入，導致除了伊莉雅以外的所有人因滅世的破壞力過強而全軍覆沒，掐入被污泥吞噬的危機。本人則被田中和吉爾救回，為了挽回一切，紅寶石抽離她的意識以展開時間穿越的行動。伊莉亞見證大流士和潘朵拉的過去後，初代大流士感知到了她的存在，交給了她一個小盒子，告訴她這是打開魔盒的關鍵所在。伊莉雅決定每一個人都是重要的不可替代的存在，並決定要前往潘朵拉出生的神話時代，拯救對方和世界，打開魔盒。田中告訴她這是一張去六千年前的單程票，她會永遠飄蕩在時空夾縫中，但她已下定決心。由於田中(蓋亞的意識)無法在神話時代把伊莉亞的意識帶回，所以世界意識也漸漸消除眾人對伊莉雅及其分身小黑的記憶。目前已成功到達神話時代，化身為妖精和潘朵拉相遇相識，並把大流士給的小盒子交給了她。之後一直在盒中的世界生活，並在大流士戰敗後來到盒中世界時與田中在自己所居住的平房中迎接他的到來。
在小黑分離出來以後魔法威力減弱，大約跟一般普通人一樣的魔力放出量，這是因為小黑分離時將原本身為“聖杯”的部分帶走，其中包含魔術迴路。
魔法少女服裝設計之概念原型是“小鳥”。
本作的伊莉雅絲菲爾·馮·愛因茲貝倫亦在2015年手機遊戲《Fate/Grand Order》自與本作的跨界作品（Crossover）活動「魔法少女紀行 ～Prisma・Corps～」中以「Caster」的職階登場，在遊戲中同樣被描述為魔法少女，寶具為「多元重奏飽和砲擊」。
美遊·艾蒂菲爾特（Miyu Edelfelt，聲：名塚佳織／同左）
本作原創人物。發現藍寶石之星的另一名魔法少女。轉學到伊莉雅班上，個性冷酷，身世方面似乎有點隱情。
學習、美術、烹飪、運動十項全能的完美超人，卻因為太聰明博學反而缺乏想像力，被「人類不會飛」的常識束縛而無法飛行，之後在伊莉雅間接引導之下，以魔力製造空中階梯、類似「月步」的形式克服困難。
她被露維亞收為義妹（也是其姓氏的來由），並在露維亞的家中擔任貼身女侍，照顧露維亞的生活起居，而且在第二部據小黑透露，這份工作是有正常薪資收入的（而且還很多，甚至讓伊莉雅一度產生也要去艾蒂菲爾特家做女僕的想法）。
由於在第一部與伊莉雅出生入死的關係，以及伊莉雅對她露出的友好態度，第一部結尾時她將伊莉雅視為唯一的好友（其心中重要度排在最前面）；不知為何她的生日跟伊莉雅同一天。此外對收留自己的露維亞非常感謝，視她為最重視的人之一（僅次於伊莉雅）。
平行世界衛宮士郎的妹妹，被哥哥救出後逃亡到這個世界，但哥哥因此被抓。第三部正式確認真實身分是在平行世界的特殊型聖杯（一出生就已經完成的聖杯），被稱為「平行世界的公主」，一度被恩茲華斯家族隸屬的魔術師擄走，囚禁在平行世界。後來被伊莉雅等人救出。
原名朔月美遊，是信仰神之子的朔月家後代。具有「無差別實現人們願望的力量」。在即將6歲時，以自己力量驅散了吞噬冬木市的黑暗，而這一現象被正要前往冬木的衛宮切嗣和士郎目擊到，之後切嗣為了實現自己拯救人類的計劃而將美遊收養，改名為衛宮美遊。
由於平時的服裝均是由露維亞挑選的，因此無法確認其喜好。直至到第三部才揭露她喜歡穿玩偶睡衣。但是田中(蓋亞的意識)無法在神話時代把伊莉亞的意識帶回，所以世界意識也漸漸消除眾人對伊莉雅及其分身小黑的記憶，然而美游還依稀記得她的存在，喪失感讓她捶地痛哭。因為碧爾翠絲的提醒而喚起對伊莉雅及小黑的記憶，並確認世界修正為「美游沒有到過平行世界」和「職階卡」從未破壞的現實，因而重新喚醒本應因前次聖杯儀式用盡的神稚兒之力，並召喚(原作第5次聖杯戰爭)真正的七位英靈從者，幫忙打敗大流士。
魔法少女服裝設計之概念原型是「蝴蝶」。
美遊·艾蒂菲爾特在2015年手機遊戲《Fate/Grand Order》中與本作的跨界作品（Crossover）活動「魔法少女紀行 ～Prisma・Corps～」中最初僅在概念禮裝「蒼玉的魔法少女」上登場，直到在2019年中同名活動的復刻版本才得以「Caster」職階的從者姿態登場，寶具為「照耀繁星吧地之朔月」。
克洛伊·馮·愛因茲貝倫（聲：齋藤千和／同左）
第二部登場，由於處理地脈正常化的儀式出錯，並與當時發動的Archer卡片結合而從伊莉雅身上分離出來並實體化的人格。
真實身分為愛因茲貝倫家在十年前的聖杯戰爭時所使用的許願儀，並在伊莉雅嬰兒時期被母親愛麗封印的魔力、記憶及知識，經長年累積後實體化的人格，雖然迴避了本傳中的聖杯戰爭，但也導致了愛因茲貝倫的滅亡。
皮膚較伊莉雅黝黑，髮色也偏銀色，服裝類似“Archer”，但比較裸露。性格較伊莉雅來的狡猾活潑（跟原作Fate/stay night的伊莉雅較相似），一開始除了凜、露維亞、美遊及伊莉雅的母親愛麗外，沒人認得出來她不是伊莉雅，後來為了方便和伊莉雅區別而被凜取名叫「小黑」（クロ），而克洛伊·馮·愛因茲貝倫是自己掰出來的名字（不過後來也正式使用這個名字來當她的「真名」）。
魔術能力在凜及露維亞之上，但因其身體的不完全，需靠強吻別人來取得體液（唾液）以獲取魔力，曾因此事鬧出不少風波，結果被母親愛麗用魔術製作的繩拳給瞬間擊倒。本因魔力耗盡而瀕臨消失（從者卡片必須要有足夠的魔力才能驅動），但因伊莉雅的一番話，說出了想活下去的願望，又因伊莉雅主動以吻供給魔力，因此沒有消失。
原本為了抹除伊莉雅以取代她而不擇手段的突襲，但被凜及露維亞活捉，並被下了共享痛覺的血印詛咒，計畫因此泡湯，和解後以堂妹的身份住下來，之後轉學到伊莉雅班上。
使用伊莉雅堂妹的身分，住在伊莉雅家。（事實上，除了士郎之外，其他家人皆知曉克洛伊不是伊莉雅的堂妹，但只有愛麗和伊莉雅母女知道她是伊莉雅的分身。）因為與伊莉雅一樣喜歡士郎，而讓伊莉雅抱持著危機感。
第三部時，被傳送到平行世界的冬木市。在大流士破壞其核心「Archer」卡片時，用切嗣的起源彈破壞對方的魔術迴路，企圖同歸於盡(但大流士用污泥化身的巨人再次復活)。在夢中再次成為伊莉雅的人格，鼓勵她繼續完成拯救平行世界的使命。由於田中(蓋亞的意識)無法在神話時代把伊莉亞的意識帶回，所以世界意識也漸漸消除眾人對伊莉雅及其分身小黑的記憶。她用起源彈破壞大流士的魔術迴路一事，也被修改為美游所為。
克洛伊·馮·愛因茲貝倫亦在2015年手機遊戲《Fate/Grand Order》自與本作跨界作品的活動「魔法少女紀行 ～Prisma・Corps～」起以「Archer」的職階登場，寶具為原屬於英靈衛宮（Archer）的戰技「鶴翼三連」。
萬花筒之杖（紅寶石之星）（聲：高野直子／同左）
自稱愛和正義的魔法杖與愉快型魔術禮裝，雖然是人工精靈卻有著小惡魔的性格，喜好談論八卦話題、惡作劇和捉弄自己的主人。
第二魔法應用的一級品魔術禮裝，能使用多元轉變讓使用者下載平行世界的技能，變身的同時還能讓使用者獲得A級魔術障壁、物理保護、促進治療、身體能力強化等常備能力，並提供無限魔力，但要看使用者自身能使用多少魔力，就像有再多彈藥槍的威力也是不會改變的。
角色原型出自月姬中的琥珀。
紅寶石之星亦在2015年手機遊戲《Fate/Grand Order》自與本作的跨界作品活動「魔法少女紀行 ～Prisma・Corps～」中登場，可算是與伊莉雅為雙「人」一組搭擋參戰的Servant。
萬花筒之杖（藍寶石之星）（聲：松來未祐／同左（第1-3期）、嘉數由美（第4期））
紅寶石的妹妹，比起姊姊個性較為正經，基本性能與紅寶石相同。跟姊姊一樣，放棄原持有人露維亞的控制，而變成由美遊所持有。
曾為了收拾紅寶石搞出的殘局而對她大義滅親（放出洗腦電波），而讓紅寶石整整故障了三天。
角色原型出自月姬中的翡翠
原声优松來未祐由于在2015年10月27日病逝，第四期聲優变更為嘉數由美。。
藍寶石之星亦在2019年手機遊戲《Fate/Grand Order》自與本作的跨界作品活動「魔法少女紀行 ～Prisma・Corps～」的2019年復刻版本中登場，可算是與美遊為雙「人」一組搭擋參戰的Servant。
遠坂凜（聲：植田佳奈／同左）
《Fate/stay night》的女主角之一，倫敦時鐘塔的魔術師，遠坂家當主，紅寶石之星原持有人，根據大師傅的命令而與露維亞一起來到冬木市執行卡片回收。擅長寶石魔術，本期時鐘塔的首席候選。去年剛到時鐘塔留學，故事開始時因使用魔法少女的力量與露維亞爭執而被紅寶石拋棄。本作的凜個性較為活躍；服裝也較為多變與少女化，但仍保留「關鍵時刻失败」的家族遗传特性。與原作一样，父母皆已離世，親妹妹櫻被過繼至間桐家，因此對櫻的能力極為熟悉，也對平行世界的櫻的遭遇感到難過。
第二部開始因為寶石用完卻沒錢補充的關係，被奇怪而過度誘人的徵人廣告所吸引，而在露維亞的家中受雇為家務女僕。
在徵人廣告中被透漏三圍為B77/W57/H80。
露維亞瑟琳塔·艾蒂菲爾特（Luviagelita Edelfelt，聲：伊藤靜／同左）
愛稱露維亞（Luvia），與凜一起回收卡片的魔術師。藍寶石之星原持有人，由於在冬木市上空與凜爭執而被藍寶石之星拋棄。
芬蘭人，髮型為金色直捲長髮，魔術世家艾蒂菲爾特當家；和遠坂凜同樣擅長寶石魔術，曾說過：「荷包深度就是戰力的決定性差異！」在時鐘塔留學時遇見與自己能力類似的遠坂凜，因個性不合導致兩人交惡，現在已經到了水火不容、一山不容二虎的地步，往往一見面就大打出手。
原登場於《Fate/hollow ataraxia》，人物設定與本作差異不大，不过“雖然非常富有卻非常討厭無謂的花費”的设定在本作中不復存在，作品中處處可見她揮霍無度跟極端富裕的一面。意外地喜歡水羊羹。
吉爾（Gil，聲：遠藤綾）
第二部下半部中登場，是第八張卡片裏面的Servant。
真正身份為英雄王吉爾伽美什。代表第八張卡片理性的部份。一度被伊莉雅與其力量的部份分離，後來遵從了力量部份的意志而再度合而為一。
擁有無數寶具的他，曾經使伊莉雅等人陷入苦戰。卻被伊莉雅的「雙杖模式」壓制。最後擊出Enuma Elish與伊莉雅的「多元重奏飽和炮擊」對轟，卻敗給對方。敗北後，其半身與大部份寶具被安潔莉卡奪去，並且被傳送到平行世界。
第三部時，現身替幾乎被言峰綺禮殺死的伊莉雅付清了飯錢，並稱伊莉雅為姐姐。為了奪回自己的半身，而與伊莉雅一行結成共同戰線潛入恩茲華斯家。潛入恩茲華斯家後，與奪去自己卡片的安潔莉卡交戰，成功奪回了天之鎖與二百多件寶具。卻由於戰況不利的情況下，而被迫只能先帶着伊莉雅等人撤退。
撤退到平行世界的穗群原小學後，撥電話呼喚言峰綺禮送外賣，並把自己潛入過恩茲華斯家的事告訴對方。第二次潛入恩茲華斯家時，在朱利安幾乎摧毀位於美遊體內的第八張卡片時，使用了天之鎖回收位於美遊體內的卡片，成功奪回半身。奪回半身後，以天之鎖束縛襲擊他的碧兒翠絲。
看穿了整件事情的來龍去脈後，戴上了哈迪斯的隱形頭盔，並向朱利安提出建議後，離開了現場。
目前和田中、紅寶石聯手，送伊莉雅回到過去拯救平行世界的命運。

### 愛因茲貝倫家（卫宫家）
伊莉雅的老家，Fate本傳中的古老魔術家族，因身為許願儀的伊莉雅的消失，迴避了聖杯戰爭，從而導致了家族的滅亡。
愛麗絲菲爾·馮·愛因茲貝倫（Irisviel von Einzbern，聲：大原沙耶香／同左）
伊莉雅的母親，士郎的養母，少數知道伊莉雅體內力量的人。暱稱愛理。因迴避了聖杯戰爭得以存活。
性格相當我行我素，每次登場總能鬧出不少風波，身為母親的直覺非常敏銳，久久才回國一次，在第二部時暫時留在國內。在家中的地位最高，甚至自封為神。駕駛車輛的方式和原作一样，頗為瘋狂。
優秀的魔術師，擅長金屬形態操作的魔術。曾經在伊莉雅八個月大的時候，施加洗腦魔術。間接地使伊莉雅後來產生了對該魔術的免疫力。
衛宮切嗣（聲：小山力也）
伊莉雅的父亲，士郎的养父，愛因茲貝倫家的入赘女婿，愛麗絲菲爾的丈夫，但据说没有办理过正式登记（二人的夫妻關係是有實無名），故此女兒跟母親姓，士郎則跟他姓。在本作中並未死亡。於故事開始前和愛麗絲菲爾共同封印伊莉雅關於許願儀的一切，並順利逃離愛因茲貝倫家。與愛麗絲菲爾一起長年在海外出差，似乎對作者沒把他長相畫出的這件事相當在意。
平行世界收養美遊後，在未能找出神之子利用方式下帶著遺憾病逝。
衛宮士郎（聲：杉山紀彰／同左）
就讀穗群原學園高等部。原作的主人公，不過在本作中是伊莉雅的義兄，在本人小時候的時間點被切嗣收養為義子，仍然是弓道部部員。家也不是原作登場的日式房屋，而是社區住宅，與伊莉雅一起生活，也會打理家務。
家中地位很低（愛麗做出的排行），被莎拉當成蘿莉控和妹控，而常常被莎拉痛扁。
根據紅寶石之星透露，凜和露維亞成了他的同學，而且與她們兩人發生了不少愛情喜劇（或稱為桃色風波），學做菜的原因是因為莎拉總是煮西餐。廚藝高超，不過一旦與廚藝扯上關係就會變得在沒意義的地方認真起來。
平行世界切嗣病逝後成了美遊的義兄。
莎拉（Sella，聲：七緒春日）
愛因茲貝倫家的女僕長，所做的工作與原作變化不大，身兼伊莉雅的教育保姆。穿著的服裝不是愛因茲貝倫家的女傭裝，而是普通的家庭主婦服裝。由於愛麗絲菲爾長年出差之故，所以被愛麗絲菲爾託付了家務、教育跟監護人這三份工作。對伊莉雅很溫柔而對士郎嚴厲，時常罵士郎缺乏身為家中長子的自覺。
工作狂，而且本人對家務這一塊工作非常看重，對於士郎常常親自下廚或做家事不滿（認為是在搶工作）。被小時候的士郎抱怨後開始學習日式料理，如今已不成問題。
對自己的貧乳十分在意，並曾經因為此事而消沉。
莉潔莉特（莉絲）（Leysritt，聲：宮川美保）
被暱稱為莉絲姐，與莎拉是姐妹，同樣是愛因茲貝倫家的女僕，巨乳。興趣是看動畫。工作與莎拉相同，但基本没见她工作过。穿著的服裝同样是普通的服裝，在本作中並沒有太多的戲分。

### 穗群原學園
桂美美（聲：佐藤聰美／同左）
伊莉雅的同班同學，被小黑強吻後昏倒的可憐人，雖然不起眼，卻是個良善溫柔的乖孩子。是從《Fate/hollow ataraxia》的路人中選出來的角色。有一個弟弟。
曾偷看到伊莉雅用接吻替小黑補魔力的過程，似乎有在寫百合小說。第三期的番外篇中，透露了她已加入了腐女行列。最近寫了以士郎及一成作題材，一共十二本筆記本厚度的BL小說。與性向還算普通的一般腐女不同，已經嚴重到會主張男人與男人，女人與女人戀愛；因而嚇得伊莉雅及小黑落荒而逃。
嶽間澤龍子（聲：加藤英美里／同左）
伊莉雅的同班同學。武術世家嶽間澤家的么女，上頭有兩位兄長，有戀兄癖。因為是在一群粗漢中長大，所以說話和行動也是粗裡粗氣，不過身心都稱不上堅強，反而動不動就掉淚。
活生生的麻煩製造者，為身邊的朋友們帶來許多麻煩。可以穿著裸露不在意的到處走，被好友們稱作會走路的兒童色情製造機。在第3季番外篇中，經歷一連串的打擊下，突然開悟並決定捨棄武術（隔日馬上忘記並回復本性）。
自稱穗群原小學的四神之一，代表動物為青龍（海馬）。
栗原雀花（聲：伊藤加奈惠／同左）
伊莉雅的同班同學。腐女，會和姊姊聯手創作同人誌，以小學生來說，在某項題材內建立起了自己的地位。擁有優秀的繪畫才能；曾在美術課中繪畫了一幅BL題材的畫。與滿分的美術科相對，其他科目皆只有2分（滿分為5）。
對士郎及柳洞一成兩人的關係有強烈的妄想。
自稱穗群原小學的四神之一，代表動物為朱雀（麻雀）。
森山那奈龜（聲：伊瀨茉莉也／同左）
伊莉雅的同班同學。在呆頭呆腦的外表下意外的相當聰明，也較會冷靜判斷。喜歡不動聲色的欺負龍子，擁有輕度的S屬性，且對武術的領悟力極高，曾看過一次嶽間澤流派的武術後就現學現賣，將身為道館館主的龍子父親給瞬間秒殺。
自稱穗群原小學的四神之一，代表動物為玄武（烏龜）。
藤村大河（伊藤美紀）
伊莉雅班上的班導師。因初吻被小黑奪走，而加入了痛失初吻隊。
被學生們稱作「老虎」，因名字「大河（たいが）」與「老虎Tiger（タイガ）」同音。
自稱穗群原小學的四神之一，代表動物為白虎（老虎）。
卡蓮·奧爾黛西亞（Caren Hortensia，聲：小清水亞美）
化名“折手死亞 華憐”，表面上只是穗群原小學的校醫，但參加這份工作只是滿足自己觀察孩子病痛模樣的怪癖。
真正身份是聖堂教會派駐冬木監視地脈的人員，持有魔術禮裝“聖骸布”。因味覺障礙，只有極其強烈的味道才能嘗得出來。在本作中認識爱麗絲菲爾，也比伊莉亞更早知道其出身，以及美遊來自平行世界的秘密。《Fate/hollow ataraxia》的女主角之一，言峰綺禮的女兒。
其不穿裙子的服裝曾被伊莉雅吐槽過。她就以「這是流行款」作出回應。
森山奈菜巳（聲：高橋美佳子）
森山那奈龜的姊姊，F罩杯。因被凜扔出去裝有解剖用青蛙的袋子砸中，從此懼怕青蛙（因為名子中的巳代表了蛇，而讓那奈龜自此之後對凜和露維雅十分不滿，甚至形容她們是破壞良緣的惡魔）
與妹妹一樣，擁有驚人的力氣，曾徒手捏碎玻璃杯。對士郎似乎有好感。
柳洞一成（聲：真殿光昭）
《Fate/stay night》的角色之一，士郎的同班同學，學生會會長，被雀花認為兩人某方面的關係不淺。
間桐櫻（聲：下屋則子）
番外篇中登场，《Fate/stay night》的女主角之一，低士郎一年的学妹。遠坂凜的妹妹。因聖杯戰爭未爆發而過著平凡的高中生活，但仍被過繼至間桐家。

### 魔術界相關者
基修亞·澤爾里奇·修拜因奧古（Kischur Zelretch Schweinorg）
魔道元帥澤爾里奇，是死徒二十七祖第3位。所羅門王的弟子。第二魔法的使用者。紅寶石之星跟藍寶石之星的製造者，派遣凜與露維亞瑟琳塔的回收階級卡片的人。在凜與露維亞完成卡片回收任務後，對她們要求先在日本學好二人相處之道後，再回來討論收徒一事。
芭潔特·弗拉卡·馬克雷米茲（Bazett Fraga Mcremitz，聲：生天目仁美／同左）
原本是魔術協會指派的卡片回收任務執行者，因為修拜因奧古突然派遣凜與露維亞回收階級卡片而解除任務，後來由於高層權力鬥爭後，由與修拜因奧古無關的部門再度進行派遣。
雖說是女性，但戰鬥力可凌駕於英靈之上。曾赤手空拳擊破槍兵和弓兵，進而回收了兩張卡，更以優勢的戰鬥能力將凜、露維亞、伊莉雅、美遊、小黑逼到絕境。後來因凜利用共享痛覺的謊言騙她，才使她暫時放棄。其身上的裝備、格鬥術及鋼鐵般的肉體皆是為了承受弗拉卡拉克（斬滅戰神之劍）這招而鍛鍊。
在與第八張卡片交戰時曾被刺穿心臟，但卻在心臟停止的瞬間發動了寶具等級的「復活」魔術，進而從瀕死狀態中恢復並繼續戰鬥。因為將露維雅的豪宅打垮而被要求賠償，目前露宿街頭中並靠打零工來賺錢，在海邊賣冰棒打工時與伊莉雅等人不期而遇，本性出乎意料的廢柴。
與伊莉雅等人回收第八張職階卡的過程中被打的一面倒，所以目前暫時撤退。
在進攻朱利安的據點時，遇上了碧兒翠絲，與伊莉雅一同迎戰對方。當碧兒翠絲發動寶具時，最後以「後發先至的斬斷戰神之劍」貫穿對方的心臟。
《Fate/hollow ataraxia》的女主角之一。
奥古斯特（聲：玄田哲章）
艾蒂菲爾特家的管家、家教兼护卫，是露維亞从本家带到日本的仆人。从露維亞儿时起就负责照顾她，是露維亞最为信任的仆人。
君主・艾爾梅洛伊Ⅱ世（Lord El-Melloi II，聲：浪川大輔）
時鐘塔的講師。原作是凜在時鐘塔入學的導師跟《Fate/Zero》裏的韋伯。在番外篇登場。動畫中做為寶石翁的代言人。

### 冬木市的普通人
嶽間澤豪兔（聲：志村知幸）
龙子的父亲，平日在冬木市經營嶽間澤流派的道館，夏日則在海滩经营一间“海之家”。嶽間澤流派的第九代當家，擅長反擊技。能輕易打倒伊莉雅與從後偷襲的小黑。但其招式被那奈龜看過一次後就被反過來瞬間秒殺。曾經因為品行不端招惹了露維亞而被對方以一記背摔（淑女的推高機）秒殺。
嶽間澤丝戴拉（聲：幸田夢波）
龙子的母亲，在“海之家”帮忙。
嶽間澤黎一（聲：松岡禎丞）
龙子的大哥，有在道场习武。
嶽間澤凯介（聲：木村昴）
龙子的二哥，有在道场习武。
栗原火雀（聲：日笠陽子）
雀花的姐姐，被雀花称为“贵腐人”，平时使唤雀花帮忙制作同人志。番外篇中正式登场。沒有男朋友是她的最大痛處。當伊莉雅吐槽喜歡BL的人是否不需男朋友時，罵其為「混帳東西」，並說對方把刀子捅在她最痛的地方。

### 平行世界的冬木市
田中（聲：福圓美里）
失憶少女，伊莉雅在平行世界中廢墟般的冬木市裏第一個遇到的人。
無論受了多麼重的攻擊也沒有死，甚至只是讓身體產生一些傷口而已，而且有讓傷口快速恢復的能力，即使斷了手臂，只要重新接上便可正常活動。而且可以空手放出衝擊打破連克洛伊用盡全力也無法擊破的「301秒永久冰宮」。單論防禦力而言，是伊莉亞一行人中最强的。
在伊莉雅等人被泥之英靈逼入絕境時，於學校頂樓自斷右手，並變成一把劍，將其投擲給伊莉雅，並消滅了所有泥之英靈。曾對化身為大流士的朱利安說出“贋作屋”一詞，是唯一説出此詞後仍活着的人。
真正身份是平行世界地球的兩大抑制力之一—蓋亞。和吉爾、紅寶石聯手，把伊莉雅送回過去改變平行世界的命運。
言峰綺礼（聲：中田讓治）
伊莉雅被捲入平行世界後，在無人的冬木市中遇到的第三人。為拉麵店——拉麵「麻」的老闆。真正的身份是聖堂教會的神父，認識切嗣、薩卡利和朱利安。
喜歡在各式食物中加入麻婆豆腐。
當伊莉雅表示太辣而根本沒辦法吃時還要求她不准吃剩，否則就要把她“頭部以下埋進土裡，再把麻婆豆腐灌進去”，並且向客人收取天價。得知伊莉雅等人沒錢時，打算把伊莉雅當作菜餚的材料，幸虧吉爾及時出現付清了費用。不過，此事卻造成了伊莉雅的心靈創傷。使到伊莉雅十分畏懼他。
對魔術界的知識和切嗣的理想有相當程度的了解。曾經把被朱利安重傷的士郎救回教會，士郎甦醒後，曾詢問他為何身穿圍裙時，他回答士郎不要以貌取人。後来勸說士郎為救回美游而戰，並把黑鍵賣給他。
衛宮士郎（聲：杉山紀彰／同左）
在平行世界中為美遊的義兄，可使用投影魔術。
與克洛伊合作擊倒英雄王（敵）在即將攻擊到朱利安之時，被間桐櫻(人偶狀態)攻擊導致重傷。實力十分強大，是伊莉亞一行人中戰鬥力僅次於吉爾的人物，身體有一半變黑，頭髮則一部分變白，位於平行世界的衛宮士郎與Archer之間。儘管沒有職階卡，他仍可以與英靈衛宫置换。後来把切嗣的起源彈交给克洛伊，間接助她打敗大流士。
為了拯救美遊，櫻將自己的卡片交給士郎，過程中被慎二發現被其寶具「妄想心音」所殺，士郎便以自身為聖遺物，以卡片為媒藉夢幻召喚出英靈衛宮，虐殺慎二，其後孤身一人挑戰聖盃戰爭並全勝，在地下大空洞向聖盃許願美遊能夠幸福後，將其和七張卡牌送往平行世界，傳送魔術構成中孤身挑戰前來攔截的安潔莉卡，並發動無限劍製，以結界中全部的刀劍和EA對轟，此時魔術陣完成，美遊離開，開戰以來由美遊提供的無限魔力瞬間用竭，敗給EA。一直被朱利安和大流士囚禁，直至被吉爾救出。
為拯救美游和櫻，用盡生命和記憶與英靈衛宫置換，以換取戰鬥的力量，差點完全置換為近乎沒有過去記憶和心臟(生命)的英靈衛宫，最終恢復理智的櫻把他投影的「萬符必應破戒」用來解除兩者的連結。真正的英靈衛宮也被美游召喚現世。
衛宮切嗣（聲：小山力也）
第三部平行時空的切嗣似乎跟原作一樣，和士郎一起生活在日式大宅中。依照平行時空的士郎表示平行時空的切嗣已經死了，但在死前一直想使用美遊拯救世界卻沒有成功。他遺留下的起源彈由士郎交给克洛伊使用，間接助她打敗大流士。
間桐櫻（聲：下屋則子）
士郎的學妹，被英靈化的間桐慎二殺害，死前將Archer職階卡交給平行世界的士郎，之後變成了朱利安操縱的人偶之一，使用Berserker職階卡——蘭斯洛特。與原作設定一樣，擁有虛數屬性的天賦，配合間桐家的吸收、束缚等魔术形成的「操影術」。魔术和卡片的能力互相配合下，幾乎是英靈的天敵，也能逃進黑泥的虛數之海，受黑泥影響，人格漸漸變得扭曲和瘋狂。她與凜也是親姊妹，但平行世界的凛已在5年前死亡。
實際上心臟被置換在虛數空間，本身仍是肉體之驅，並未置入人偶之中，最終士郎為她在虛數之海中取回心臟，並以投影的「萬符必應破戒」解除她和職階卡的連結，徹底恢復理智。同時她也把投影的「萬符必應破戒」用來解除士郎和英靈衛宮的連結。
間桐慎二（聲：神谷浩史）
櫻的義兄，已在5年前死亡。
死後變成了朱利安操縱的人偶之一，使用Assassin職階卡——哈桑。最後被平行世界的士郎擊敗。
阿特拉姆•加里阿斯塔（聲：福島潤）
在平行世界士郎的回憶中登場，為《Fate/stay night》中Caster——美狄亞的第一任御主。
早已身亡，死後變成了朱利安操縱的人偶之一，使用Caster職階卡——美狄亞。最後被平行世界的士郎擊敗。
肯尼斯·艾爾梅洛伊·阿其波卢德（Kenneth El-Melloi Archibald，聲：山崎巧）
在平行世界士郎的回憶中登場，為《Fate/Zero》中Lancer——迪爾姆德·奧·德利暗的御主。
早已身亡，死後變成了朱利安操縱的人偶之一，使用Lancer職階卡——庫丘林。最後被平行世界的士郎擊敗。
間桐雁夜（聲：新垣樽助）
在平行世界士郎的回憶中登場，為《Fate/Zero》中Berserker——蘭斯洛特的御主。
早已身亡，死後變成了朱利安操縱的人偶之一，使用Rider職階卡——美杜莎。最後被平行世界的士郎擊敗。
宙斯
在潘朵拉﹙艾莉嘉﹚的回憶中出場，曾把潘朵拉之盒給予潘朵拉。
早已身亡，以真體機神形態被毀。

### 朔月家
美遊的老家，有著會誕生出「無差別實現願望」神之子的血統，相當於聖杯的能力。出生的小孩若是女兒便會有神之子的血統。由於首兩個出生在家族的女孩分別因使用力量拯救饑荒和過度承受他人思想而死亡，所以從第三位女孩起，她們誕生的瞬間家人會將其隱藏至家中某個與世隔絕的結界中，並由母親獨自將其撫養至虛齡七歲，好將神之子貶為凡人血統。
於五年前美遊六歲時冬木市發生的災難中滅亡，僅美遊存活，結界也因此破碎。該家族在四百年歷史中始終只對神之子許下「期望孩子健康成長」的願望，無一例外。

### 恩茲華斯家
平行世界的御三家之一。在五年前的第四次聖杯戰爭中，御三家中的另外兩家滅亡，連當時身為當家的薩卡利在內的恩茲華斯成員也在當時身亡。而當時作為唯一的倖存者的朱利安，獨佔了土地與召喚系統。家傳魔術為「置換魔術」。
由於本身無法創造出有價值的事物，只能複製別人的成果，而被其他人蔑稱為「贋作屋」（Counterfeiter）。不過如此稱呼他們的人，除了田中，至今沒有一個人能存活。
朱利安·恩茲華斯（聲：花江夏樹）
薩卡利之子，恩茲華斯的現任當家。外表是一名美少年，身穿穗群原高中的校服，與柳洞寺一成的樣子有点相似，皆為學生會會長。眼神兇惡的樣子與姊姊安潔莉卡很相似。
第五、六次聖杯戰爭的規則掌控者，可以自由創造與毀滅卡片。指使安潔莉卡與碧兒翠絲擄走美遊，囚禁平行世界士郎的元凶。後來被伊莉雅用「Caster」卡片限定展開的能力「破除萬物戒律之符」破除了偽裝而被逼現出真面目。
現出真面目後，召喚出巨大的黑色立方體——潘朵拉的盒子，並把盒內的黑泥傾瀉到地上，企圖獲得當中的「希望」——神話時代的萬能許願機（相等于聖杯、朔月家神之子的存在）。
把「Caster」卡奪走並破壞。原本佔有優勢的情況下，卻由於田中的劍被伊莉雅拾獲，把一眾黑泥英靈消滅並且中止了儀式。因而被逼撤退。臨走前，誓言總有一天要得到伊莉雅與美遊。
平行世界中，是穗群原高中的學生會長，化名為「一義樹里庵」（名字與朱利安同音）。現時人格正逐漸被祖先大流士逐步置換中，打算在自我完全消失前，為了取得聖杯實現自己的願望而實行計劃，以美游的聖杯打開潘多拉的盒子，讓艾莉嘉死亡來結束家族遗願，並以伊莉雅的聖杯回收污泥，阻止世界滅亡和脱離大流士的控制，讓艾莉嘉能看到自己活下來而薇笑離世。
小時候不精通形狀置換魔術，魔術迴路也不多，但慶幸自己不是第一繼承人，所以不需要擔心自己會被置換成大流士。真正的心願是希望艾米莉亞(艾莉嘉/潘朵拉)能微笑活着，而不是絕望地只求一死。
人格一度被大流士置換後吞噬，其後大流士被克洛伊用起源彈攻擊魔術迴路後成功擺脫大流士的控制。
艾莉嘉·恩茲華斯（聲：諸星堇）
表面上的身份是朱利安的妹妹。個性與正傳的伊莉雅一樣天真而且扭曲殘酷。經常說反語，猶如天邪鬼，一度被黑泥吞沒，在盒子收回後，與朱利安等人徹退。
真實身分是潘朵拉本人，存活六千年的神代的負債，寶具為潘朵拉的盒子——「這世上一切的禮物」。潘朵拉實為盒子的名字，但因來自未來的伊莉亞對神話時代仍把無名少女稱呼為「潘朵拉」，意外替她命名最初的真名。奧林匹克的神為了不讓作為鑰匙的她在打開盒子前死亡，而把她身體「死亡」的能力放入盒子中，令她不論在受到任何致命的傷害情況下，都不能死亡，是真正的不死者。每當大流士更換身體時，她便會更換一個新身份和新名字，以恩茲華斯家的成員繼續生活。大流士企图利用她打开盒子，把盒內的厄災（黑泥）和希望（聖杯／神話時代的萬能許願機）取出，藉此讓艾莉嘉真正的死亡。因而造成五年前冬木市的災難，包括美遊的生母和碧兒翠絲的死亡。目前只有美遊的神之子力量和田中之手化成的劍能阻止厄災。
吉爾稱其為「災厄的泥人偶」。
在朱利安小時候，她名為艾米莉亞，是朱利安名義上的姊姊，十分照顧對方，也被朱利安視為親人般的存在。但因接受不到長生的孤獨而多次自殺，被大流士取走其知識及經驗，放入盒子裏，變成了小女孩艾莉卡。直至朱利安命令她打開盒子後，才取回一切記憶。
後來伊莉雅的靈魂穿越到神話時代，因受到對方的影響性格也發生改變，仍記得神話時代的「妖精」(即伊莉雅)。在大流士進入盒子世界後，終於擺脫大流士的控制，取回潘朵拉盒子的鑰匙，得到解放。
目前揭曉艾莉卡(潘朵拉)實為穿越至潘朵拉盒子誕生之初的伊莉雅，因天生作為平行世界的聖杯機能而被諸神選作潘朵拉盒子的守護者，之前因時代久遠而喪失在現代的記憶，因此對似曾相識的美游異常執著。
直至美游打敗大流士後，世界修正之力把黑泥回流返盒中世界，才恢復所有記憶，並以盒子的鑰匙變身為魔法少女，與美游一戰。
碧兒翠絲·芙勞爾查德（聲：釘宮理惠）
恩茲華斯家的人偶之一，在第二季的末段登場。與安潔莉卡一同並擄走了美遊。自稱為「恩茲華斯家第一的美少女人偶」。喜歡朱利安。
身穿蘿莉塔服裝，言行舉止頗為兇殘。不過內在卻是一名腦殘宅等級的宅女。在她的房間內，佈滿了其主人朱利安的周邊物品。既是虐待狂的同時也是一名受虐狂。後來，由於過於多口而被朱利安用手貫穿胸口。本人卻對此十分享受。
使用卡片為第二張的Berserker曼尼（曾经一度被伊莉雅等人认为是托尔的卡片），也曾使用第一張的Berserker海格力斯。一度被芭潔特以「後發先至的斬斷戰神之劍」貫穿心臟，但由于“二重降临者”的性质只破坏托尔的神核，神核破坏后能力暴走，更被逼釋放重要的記憶以換取在人偶中生存的代债，最终被伊利亚的Berserker卡片排除機制近距離強制排出卡片，沒有回收留在原地。
真正身份為朱利安的同学，生前在校园霸陵时被朱利安所救而暗恋他，在艾莉卡首次釋放「厄災」的事故中被建筑物压倒身亡，因未能在死前向朱利安表白，而對此事感到遗憾。作為置換魔術的代價，喪失大量與朱利安無關的記憶，以及昔日對朱利安的感情。但作為人偶期間，又再度愛上對方。
安潔莉卡·恩茲華斯（聲：白石涼子）
身高：174厘米，三圍：B98／W62／H94
恩茲華斯家的人偶之一，在第二季的末段登場，面目與朱利安有点相似。與碧兒翠絲一同擄走了美遊。在伊莉雅一行潛入恩茲華斯家時，與吉爾交戰，並被對方奪回了天之鎖與二百多件寶具的所有權。
後來，在艾莉嘉的指使下，使用伊莉雅等人丟失的隱身布潛入穗群原小學擄走伊莉雅，並把對方帶回恩茲華斯家。曾企圖對伊莉雅使用洗腦魔術，卻由於伊莉雅對該魔術有免疫而失敗，改把對方的意識放入布偶中。
在伊莉雅奪回身體後，一度壓制伊莉雅，其後，小黑、芭潔特、吉爾等人相繼加入了戰鬥。最後在小黑與平行世界的士郎的聯合攻擊之下敗北。敗北後，被無情地拋棄後被伊莉雅一行拾獲。並說自己是“被丟棄了的人偶”宛如模擬人格一般沒有了自己的意志。
真正身份為朱利安的姐姐，薩卡利的長女，原家族繼承人，魔術迴路和天賦遠勝被大流士附身前的朱利安。本人已在五年前身亡，被朱利安以置換魔術把人格放入人偶中當作軍隊使役。由於置換魔術不能完全重現本尊，作為代價，失去了九成的情感。本人也被施加了限制說出重要情报的魔术。回復自我後，請求伊莉雅拯救朱利安，並加入對抗大流士的行列。
使用卡片為第二張的Archer。
大流士·恩茲華斯（小西克幸）
恩茲華斯的初代當家，職階卡的製作者。外表是身穿深色長袖便服，雙腳穿上拖鞋的中年男性。對每代的恩茲華斯當家使用「置換魔術」，把宿主的人格逐步替換為自己的人格，以達到取得聖杯的願望。本人早已身亡，並逐步取代朱利安。
打算利用艾莉卡及眾人，打開潘多拉的盒子，以污泥滅世及前往盒子中的世界。把伊莉雅等人手上的職階卡全數摧毀，但在殺死克洛伊時，被她用起源彈破壞魔術迴路，把他連同朱利安的肉身一起摧毀。
過去是一名見習鍊金術士，在礦坑中遇見深陷岩壁的潘朵拉。因為不放心留下潘朵拉，讓她陷入絕望之中，所以利用魔術刻印在子孫身體復活，以換取永恆的時間來研究如何打開潘朵拉之盒，並徹底改變這個對潘朵拉無情的世界。由於經歷了悠久的歲月以及多次使用「置換魔術」替換自己後代的身體，逐漸忘記了自己真正的目的「打開潘朵拉之盒，讓潘朵拉獲得安穩的沉眠」。
最終被重獲神稚兒力量的美遊和她用職階卡招唤真正的七位英靈一起把其黑泥肉身消滅。其靈魂進入潘朵拉之盒中的「新世界」，遇見穿越回神話時代後，便一直以妖精之身存活在盒中世界數千年的伊莉雅和田中。
薩卡利·恩茲華斯（聲：星野貴紀）
朱利安和安潔莉卡的父親，恩茲華斯的前任當家，已在五年前身亡。生前同樣被大流士的人格操控，死後大流士的人格，便隨即附身在剩下唯一的繼承人——朱利安身上。
恩茲華斯家少有的熱血漢子，對祖先大流士的作為抱有疑問，因此在被大流士徹底取代前，已預先把自己的人格置換到人偶身上。死後被朱利安當作軍隊使役，被平行世界的士郎擊敗後，把朱利安托付予對方後消失。
使用卡片為Saber，具現的形象為男性的亞瑟王。

### 實體化的階級卡英靈
在鏡面界的敵人，具現化的英靈之力，不具意識，只會毫無理智的攻擊。
Archer
具现英灵为衛宮士郎（Emiya），故事开始前被巴洁特击破。
以「Fate/hollow ataraxia」的姿態登場。
Lancer
具现英灵为庫夫林，故事开始前被巴洁特击破。
Rider（聲：淺川悠）
具现英灵为美杜莎。伊莉雅的第一個交戰對手，最後在使用寶具前被美遊以刺穿死棘之槍（Gae Bolg）擊敗。
Caster（聲：田中敦子）
具现英灵为希臘神話的魔女美狄亞。似乎將鏡面界建構成自己的神殿，使用神話時代的魔術，並用魔術進行毫不間斷的連續轟炸，讓伊莉雅等人吃足苦頭。最後被朱利安親手破壞。
Saber（聲：川澄綾子）
具现英灵为阿爾特莉亞Alter，即不列顛的亞瑟王。在擊敗Caster後突然出現，以強大的實力將伊莉雅等人逼入死地，但最後被顯現Archer力量的伊莉雅擊敗。
Assassin（複數）（聲：阿部彬名／野坂尚也／野間田一勝）
具现英灵为"百貌"哈桑·薩巴赫，以暗殺者軍團的形式顯現。被陷入絕境的伊莉雅所爆發出的力量一舉殲滅。
Berserker（聲：西前忠久）
具现英灵为海格力斯。擁有強大的破壞力以及高達十二次的復活次數（寶具），最後被伊莉雅與美遊同時發揮Saber卡的力量給擊敗。
Archer（金）（聲：關智一）
具現英靈為吉爾伽美什，力量並沒有完全取回，為一個青少年的模樣，稱伊莉雅和小黑她們為姐姐。幾經波折，最終取回自己的半身。
Berserker（第2個）
具現英靈為北歐神話的雷神索爾之子曼尼，為碧兒翠絲所使用的卡片。後轉變成為Rider。
Berserker（第3個）
具現英靈為首席圓桌騎士蘭斯洛特。使用者為平行世界的間桐櫻的人偶。

### 特别番外篇登場
高町奈葉
單行本第二集番外篇出現，為了慶祝《魔法少女奈葉 The MOVIE 1st》的上映而連載登場。因與菲特誤入了異空間而與伊莉雅及美遊相遇，組成了魔法少女同盟。
經紅寶石之心的MS力（魔法少女力）測量結果，其力量約為53萬，大約是伊莉雅的53倍。願望是跟菲特成為像伊莉雅及美遊一樣的朋友。後跟著眾人聯合找出了異世界產生的原因，並與菲特回到原來的世界，但紅寶石之星自行跟她離開，留下伊莉雅與不知所措的旭日之心愣在原來的世界。
菲特·泰斯塔羅沙
單行本第二集番外篇出現，為了慶祝《魔法少女奈葉 The MOVIE 1st》的上映而連載登場。
MS力無法測量，後跟著眾人聯合找出了異世界產生的原因，回到原來的世界。

## 用語
鏡面界
伊莉雅等人生活的世界的倒影世界。
職階卡
寄宿著被稱作的英靈之力的危險的卡片，亦是故事中作战的重要道具。
實為平行世界聖杯戰爭中用以代替英靈的道具。擊敗其他英靈並奪取卡片便可贏得該世界聖杯戰爭。
美遊穿越時空時一同掉落至冬木市。
潘朵拉之箱
由艾莉卡·恩茲華斯(潘朵拉)持有的寶具。外表是一個黑色的巨大方塊，能隨其心意自由放大或縮小。
真面目為神代的眾神製造的許願機--希望，也是能毀滅世界和令人類滅亡的終極武器，名字意義為「這世上一切的禮物」，也是潘朵拉的名字由來。
美遊所在世界五年前冬木市的大災難就是潘朵拉之箱內傾瀉而出的災難造成的。
在美遊所在的世界中，潘朵拉(艾莉卡·恩茲華斯)從沒打開過箱子。
經過6000年的歲月，內部已經形成了比美遊所在世界還要龐大的世界，形成猶如連接根源的孔(黑洞)。大流士為了「前往盒子內部的世界」而不惜滅世，也忘記他只為完成潘朵拉死亡的初心。
其後從伊莉雅口中得知其真面目是「矯正分枝再生裝置」，相當於電腦的備份。在伊莉雅穿越到神話時代後，把盒中的世界與被大流士毀滅的世界互相交換。

### 限定展开 (include)
以魔术礼装（魔杖）为媒介，将階級卡（英灵）的部分力量（宝具）具现化。
弓兵（Archer）--英靈衛宮
持有者：遠坂凜、伊莉雅（2wei中小黑凭借此階級卡实体化）、衛宫士郎、巴潔特(從未使用)、克洛伊(實體化後，此卡成为其核心，不能取出)
寶具：Archer的魔术（固有结界）投影、弓
槍兵（Lancer）--庫丘林
持有者：露維亞、美遊（伊莉雅失去Archer卡片后转让给伊莉雅）、伊莉雅、巴潔特(從未使用)、肯尼斯(已死亡)
寶具：穿透死棘之槍（Gae Bolg）
騎兵（Rider）--美杜莎
持有者：美遊、伊莉雅、巴潔特(一度奪得，但從未使用)、間桐雁夜(已死亡)
寶具：騎英的韁繩
劍兵（Saber）--騎士王亞瑟
持有者：伊莉雅、美遊、薩卡利(已死亡)、巴潔特(一度奪得，但從未使用)
寶具：誓約勝利之劍（Excalibur）
魔術師（Caster）--美狄亞
持有者：美遊、阿特拉姆(已死亡)、伊莉雅（因寶具特性對置換魔术的不利，已被朱利安銷毀處分）
寶具：萬律破戒之符（Rule Breaker）
暗殺者（Assassin）--哈桑(夢幻召唤時，依據召喚者召喚出其中一位的哈桑在其身上具現化)
持有者：伊莉雅、間桐慎二(已死亡)、美遊
寶具：妄想幻象(zabaniya) （分身）、亡奏心音(zabaniya) 、妄想毒身 (zabaniya)
狂戰士（Berserker）--赫拉克勒斯(海格力斯)
持有者：伊莉雅、碧兒翠絲
寶具：射殺百頭
狂戰士-騎兵(Berserker-Rider)--戈爾貢
持有者：伊莉雅
利用狂戰士卡片特性疊加騎兵出現的特殊英靈，原型為《Fate/Grand Order》遊戲的復仇階英靈戈爾貢。

### 平行限定展开
限定展开的重叠放大模式，可以使用复数的相同宝具。

### 梦幻召唤 (install)
以自身为媒介，将階級卡（英灵）的全部能力具现化。此外，使用Berserker會容易失去自身理智而狂化，可輸入代碼讓使用者維持10分鐘理智來戰鬥後，卡片會自动退出;期间可同时使用其他階級卡，但是會把狂化效果轉移到其上。

### 寶具
弗拉卡拉克/後發先至的斬斷戰神之劍（逆光劍）
巴潔特家族擁有的特殊寶具，為過去傳說時期代代傳承至今的寶具。
能在對方使用絕招的同時回溯時間，一劍貫穿對方的心臟。能製造出「對方在發動絕招前就已經死亡」的事實，將對方攻擊本身一筆勾銷的魔劍。

## 出版書籍
Fate/kaleid liner 魔法少女☆伊莉雅
| 冊數 | 角川書店       | 角川書店               | 台灣角川       | 台灣角川              |
| 冊數 | 發售日期       | ISBN                   | 發售日期       | ISBN                  |
| ---- | -------------- | ---------------------- | -------------- | --------------------- |
| 1    | 2008年4月26日  | ISBN 978-4-04-715048-5 | 2009年10月14日 | ISBN 978-986-237304-0 |
| 2    | 2008年12月26日 | ISBN 978-4-04-715142-0 | 2010年1月28日  | ISBN 978-986-237494-8 |

Fate/kaleid liner 魔法少女☆伊莉雅 2wei
| 冊數 | 角川書店                     | 角川書店                                                | 台灣角川       | 台灣角川             |
| 冊數 | 發售日期                     | ISBN                                                    | 發售日期       | ISBN                 |
| ---- | ---------------------------- | ------------------------------------------------------- | -------------- | -------------------- |
| 1    | 2009年12月26日               | ISBN 978-4-04-715350-9                                  | 2010年12月15日 | ISBN 978-986-2379776 |
| 2    | 2010年7月26日                | ISBN 978-4-04-715486-5                                  | 2011年1月28日  | ISBN 978-986-2870457 |
| 3    | 2011年1月26日                | ISBN 978-4-04-715619-7                                  | 2011年7月20日  | ISBN 978-986-2872314 |
| 4    | *2011年9月26日 2011年10月8日 | ISBN 978-4-04-900811-1（限定版） ISBN 978-4-04-715799-6 | 2012年4月18日  | ISBN 978-986-2876817 |
| 5    | 2012年3月26日                | ISBN 978-4-04-715799-6                                  | 2012年10月5日  | ISBN 978-986-2879825 |

Fate/kaleid liner 魔法少女☆伊莉雅 3rei
| 冊數 | 角川書店                     | 角川書店                                                | 台灣角川       | 台灣角川               |
| 冊數 | 發售日期                     | ISBN                                                    | 發售日期       | ISBN                   |
| ---- | ---------------------------- | ------------------------------------------------------- | -------------- | ---------------------- |
| 1    | 2012年11月26日               | ISBN 978-4-04-120500-6                                  | 2013年9月7日   | ISBN 978-986-325530-7  |
| 2    | 2013年6月26日                | ISBN 978-4-04-120747-5                                  | 2013年10月26日 | ISBN 978-986-325657-1  |
| 3    | 2013年7月25日                | ISBN 978-4-04-120802-1                                  | 2014年2月14日  | ISBN 978-986-325804-9  |
| 4    | *2014年3月10日 2014年3月26日 | ISBN 978-4-04-120815-1（限定版） ISBN 978-4-04-121022-2 | 2014年11月19日 | ISBN 978-986-366240-2  |
| 5    | 2014年10月25日               | ISBN 978-4-04-102122-4                                  | 2015年5月13日  | ISBN 978-986-366491-8  |
| 6    | *2015年7月25日 2015年8月10日 | ISBN 978-4-04-102198-9（限定版） ISBN 978-4-04-102123-1 | 2016年3月16日  | ISBN 978-986-366987-6  |
| 7    | 2016年3月26日                | ISBN 978-4-04-104084-3                                  | 2017年3月29日  | ISBN 978-986-473579-2  |
| 8    | 2016年11月26日               | ISBN 978-4-04-104688-3                                  | 2017年9月18日  | ISBN 978-986-473886-1  |
| 9    | 2017年8月25日                | ISBN 978-4-04-106004-9                                  | 2018年4月9日   | ISBN 978-986-564162-7  |
| 10   | 2018年7月26日                | ISBN 978-4-04-107282-0（限定版） ISBN 978-4-04-106005-6 | 2019年7月10日  | ISBN 978-957-743099-1  |
| 11   | 2020年5月26日                | ISBN 978-4-04-108771-8                                  | 2020年12月18日 | ISBN 978-986-524110-0  |
| 12   | 2021年5月26日                | ISBN 978-4-04-111490-2                                  | 2022年5月12日  | ISBN 978-626-321-436-1 |
| 13   | 2022年6月24日                | ISBN 978-4-04-112513-7（限定版） ISBN 978-4-04-112514-4 | 2023年5月11日  | ISBN 978-626-352-507-8 |
| 14   | 2024年6月25日                | ISBN 978-4-04-113791-8                                  | 2025年5月22日  | ISBN 978-626-415-745-2 |

### 畫集
Fate/kaleid liner プリズマ☆イリヤ PRISMA☆COMPLETE！
- 2014年1月28日、ISBN 978-4-04-110671-6

Fate/kaleid liner プリズマ☆イリヤ Prismanimation Illust Komplette！
- 2017年8月10日、ISBN 978-4-04-105977-7

## 電視動畫
|            | 第1期                                                 | 第2期                                                 | 第3期                                                 | 第4期                                                 |
| ---------- | ----------------------------------------------------- | ----------------------------------------------------- | ----------------------------------------------------- | ----------------------------------------------------- |
| 原作       | 廣山弘、TYPE-MOON                                     | 廣山弘、TYPE-MOON                                     | 廣山弘、TYPE-MOON                                     | 廣山弘、TYPE-MOON                                     |
| 總監督     | 不適用                                                | 大沼心                                                | 大沼心                                                | 大沼心                                                |
| 監督       | 大沼心                                                | 神保昌登                                              | 神保昌登                                              | 神保昌登、高橋賢                                      |
| 主導演     | 坂本隆、湊未來                                        | 不適用                                                | 不適用                                                | 不適用                                                |
| 系列構成   | 井上堅二                                              | 井上堅二                                              | 井上堅二                                              | 井上堅二                                              |
| 角色設計   | 牛島希                                                | 牛島希                                                | 牛島希                                                | 平田和也                                              |
| 武術指導   | 不適用                                                | 高橋賢                                                | 高橋賢                                                | 不適用                                                |
| 3D監督     | 不適用                                                | 不適用                                                | 飯田祐輝                                              | 飯田祐輝                                              |
| 美術監督   | 前田實                                                | 立石健                                                | 立石健                                                | 森川裕史                                              |
| 色彩設計   | 木幡美雪                                              | 平井麻實                                              | 平井麻實                                              | 平井麻實                                              |
| 攝影監督   | 中西康祐                                              | 中西康祐                                              | 中西康祐                                              | 中西康祐                                              |
| 編輯       | 坪根健太郎                                            | 坪根健太郎                                            | 坪根健太郎                                            | 坪根健太郎                                            |
| 音響監督   | 飯田里樹                                              | 土屋雅紀                                              | 土屋雅紀                                              | 土屋雅紀                                              |
| 音樂       | 加藤達也                                              | 加藤達也                                              | 加藤達也                                              | TECHNOBOYS PULCRAFT GREEN-FUND                        |
| 音樂製作人 | 齋藤滋                                                | 齋藤滋                                                | 吉江輝成                                              | 不適用                                                |
| 音樂製作   | Lantis                                                | Lantis                                                | Lantis                                                | Lantis                                                |
| 執行製作人 | 不適用                                                | 安田猛                                                | 工藤大丈                                              | 不適用                                                |
| 製作人     | 田村淳一郎、                                          | 田村淳一郎、                                          | 加藤友季子                                            | 加藤友季子                                            |
| 動畫製作   | SILVER LINK.                                          | SILVER LINK.                                          | SILVER LINK.                                          | SILVER LINK.                                          |
| 製作       | 「魔法少女☆伊莉雅→2wei!→2wei Herz!→3rei!!」製作委員會 | 「魔法少女☆伊莉雅→2wei!→2wei Herz!→3rei!!」製作委員會 | 「魔法少女☆伊莉雅→2wei!→2wei Herz!→3rei!!」製作委員會 | 「魔法少女☆伊莉雅→2wei!→2wei Herz!→3rei!!」製作委員會 |

人設風格和部份細節設定有別於原作，但作品世界觀以及既有角色的本質設定都以原作為基準。
在雜誌《Comptiq》2012年4月號（3月9日發售）的廣告頁上透露《Fate/kaleid liner 魔法少女☆伊莉雅》「決定動畫化」的消息。2013年7月至9月於NICONICO生放送先行首播，全10話和OVA1話。
第1期播放完畢後，宣佈決定製作第2期的動畫《Fate/kaleid liner 魔法少女☆伊莉雅 2wei!》，2014年7月9日開始播出，內容包括原作《2wei!》的前3卷內容，全10話和OVA1話。
第2期播放完畢後，宣佈決定製作第3期（第2期的續篇）的動畫《Fate/kaleid liner 魔法少女☆伊莉雅 2wei Herz!》，2015年7月24日開始播出，全10話。
第3期播放完畢後，宣佈決定製作第4期的動畫《Fate/kaleid liner 魔法少女☆伊莉雅 3rei!!》，在2016年7月6日開始播出，全12話。

### 主題曲
第1期
片頭曲「starlog」
作詞：松井洋平，作曲、編曲：川本新，主唱：ChouCho
片尾曲
「Prism Sympathy」（第1－8、10話）
作詞：，作曲、編曲：高田曉，主唱：StylipS
第11話（OVA）當作插曲使用。
（第9話）
作詞：，作曲、編曲：高田曉，主唱：StylipS
插曲「kagami」（第9話）
作詞：松井洋平，作曲、編曲：石川智久，主唱：ChouCho
第2期
片頭曲「moving soul」
作曲：桑原聖，編曲：酒井拓也，作詞、主唱：栗林美奈實
第1話未使用。
片尾曲「TWO BY TWO」
作詞：松井洋平，作曲、編曲：高田曉，主唱：幸田夢波
第3期
片頭曲
作詞：林英樹，作曲：佐藤純一，編曲、主唱：fhána
片尾曲
（第1－5話）
作詞：，作曲、編曲：本田光史郎，主唱：幸田夢波
「Wishing diary」（第6－10話）
作詞：，作曲：南直博，編曲：島崎貴光，主唱：幸田夢波
第4期
片頭曲「Asterism」
作曲、編曲：AstroNoteS，作詞、主唱：ChouCho
片尾曲
「WHIMSICAL WAYWARD WISH」（第1－8話、10－12話）
作詞、作曲、編曲：TECHNOBOYS PULCRAFT GREEN-FUND，主唱：TECHNOBOYS PULCRAFT GREEN-FUND feat.幸田夢波
「cuddle」（第9話）
作詞：松井洋平，作曲、編曲：石川智久，主唱：ChouCho

### 各話列表
| 話數   | 日文標題        | 中文標題                 | 劇本     | 分鏡                                | 演出            | 作畫監督 |
| 第1期  | 第1期           | 第1期                    | 第1期    | 第1期                               | 第1期           | 第1期 |
| ------ | --------------- | ------------------------ | -------- | ----------------------------------- | --------------- | --- |
| 第1話  |                 | 誕生！魔法少女！         | 井上堅二 | 大沼心 湊未來                       | 坂本隆          | 牛島希、氏家嘉宏 平田和也、山吉一幸                                                                                      |
| 第2話  |                 | 誰？                     | 井上堅二 | 二瓶勇一 高橋賢                     | 玉村仁          | 青野厚司、柴田志郎 |
| 第3話  |                 | 女孩遇見女孩             | 井上堅二 | 中野一巳                            | 福多潤          | 若山政志 |
| 第4話  |                 | 輸掉了                   | 水瀨葉月 | 花札虎南 高橋賢                     | 河村智之        | 山吉一幸、丸山修二 平田和也、瀧川和男                                                                                    |
| 第5話  |                 | 兩個選項…？              | 水瀨葉月 | 川口敬一郎                          | 山口賴房        | 明珍宇作 |
| 第6話  |                 | 空白 夜晚的結束          | 水瀨葉月 | 渡部高志 高橋賢                     | 神保昌登        | 太田雅三、熊谷勝弘 峰岸桃子、北原章雄 牛島希、山吉一幸                                                                   |
| 第7話  |                 | 勝利與逃走               | 井上堅二 | 花札虎南                            | 福多潤          | 出野喜則、若山政志 |
| 第8話  |                 | 變回普通的女孩子。       | 井上堅二 | 野田惠                              | 榎本守          | 平田和也 |
| 第9話  |                 | 在此終結                 | 井上堅二 | 川口敬一郎 湊未來                   | 湊未來          | 北原章雄、山吉一幸 野田惠、古市佳介 林奈緒子、保村成 村上真紀、平田和也                                                  |
| 第10話 | kaleidoscope    | 萬花筒                   | 井上堅二 | 川口敬一郎、高橋賢 野田惠、神保昌登 | 神保昌登        | 若山政志、柴田志郎 山吉一幸、平田和也                                                                                    |
| OVA    |                 | 運動會 DE Dance！        | 水瀨葉月 | 湊未來                              | 神保昌登        | 野田惠、平田和也 山吉一幸、澤入祐樹 出野喜則、渡邊亞彩美                                                                 |
| 第2期  |                 |                          |          |                                     |                 | |
| 第1話  |                 | 伊莉雅 grow up！？       | 井上堅二 | 神保昌登                            | 神保昌登        | 平田和也 |
| 第2話  |                 | 伊莉雅×伊莉雅            | 水瀨葉月 | 木村泰大                            | 木村泰大        | 山吉一幸、 |
| 第3話  |                 | 日常破壞者               | 井上堅二 | 榎本守                              | 榎本守          | 橋口隼人、出野喜則 |
| 第4話  |                 | 風暴般的轉學生           | 井上堅二 | 湊未來                              | 丸山由太        | 澤入祐樹 |
| 第5話  |                 | 那個，也就是說           | 井上堅二 | 川面真也                            | 榎本守          | 平田和也、佐藤香織 |
| 第6話  |                 | 謊言與逞強的彼端         | 井上堅二 | 神保昌登 高橋賢                     | 神保昌登 高橋賢 | 平田和也、山吉一幸 出野喜則、氏家嘉宏 澤入祐樹                                                                           |
| 第7話  |                 | 衝突！Cooking Sisters    | 井上堅二 | 田村正文                            | 田村正文        | 田村正文 |
| 第8話  |                 | 她的名字是               | 水瀨葉月 | 小島正士                            | 丸山由太        | 山吉一幸、澤入祐樹 平田和也、氏家嘉宏 佐藤香織、出野喜則                                                                 |
| 第9話  |                 | 孤獨的戰鬥               | 水瀨葉月 | 木村泰大                            | 木村泰大        | 山吉一幸、澤入祐樹 平田和也、 秋山泰彥、氏家嘉宏                                                                         |
| 第10話 |                 | 這雙手所守護的是         | 水瀨葉月 | 神保昌登                            | 神保昌登        | 山吉一幸、平田和也 氏家嘉宏、澤入祐樹 出野喜則、佐藤香織                                                                 |
| OVA    |                 | 魔法少女in溫泉旅行       | 水瀨葉月 | 神保昌登                            | 神保昌登        | 山吉一幸、平田和也 古谷梨繪、佐藤香織 澤入祐樹、氏家嘉宏 出野喜則                                                        |
| 第3期  |                 |                          |          |                                     |                 | |
| 第1話  |                 | 就像在照鏡子一樣我才不要 | 井上堅二 | 湊未來                              | 丸山由太        | 山吉一幸、佐藤香織 出野喜則、澤入祐樹                                                                                    |
| 第2話  |                 | 三色生日                 | 井上堅二 | 田村正文                            | 田村正文        | 田村正文 |
| 第3話  |                 | 青春苦短，腐吧少女們     | 井上堅二 | 木村泰大                            | 木村泰大        | 大澤美奈 |
| 第4話  |                 | 主題樂園·大驚慌          | 水瀨葉月 | 河村智之                            | 河村智之        | 山吉一幸、出野喜則 澤入祐樹、平田和也 古谷梨繪                                                                           |
| 第5話  |                 | 浴衣與煙火               | 井上堅二 | 神保昌登                            | 井上圭介        | 平田和也、古谷梨繪 |
| 第6話  | Blue glass moon | Blue glass moon          | 水瀨葉月 | 川口敬一郎                          | 田村正文        | 遠藤大輔、田村正文 |
| 第7話  |                 | 執行者                   | 水瀨葉月 | 高橋賢                              | 高橋賢          | 山吉一幸、佐藤香織 出野喜則、秋山泰彥 平田和也、澤入祐樹 古谷梨繪、高橋賢                                                |
| 第8話  |                 | 監視者                   | 水瀨葉月 | 神谷智大                            | 丸山由太        | 山吉一幸、佐藤香織 平田和也、古谷梨繪 澤入祐樹                                                                           |
| 第9話  |                 | 金色少年                 | 水瀨葉月 | 木村泰大                            | 木村泰大        | 山吉一幸、佐藤香織 平田和也、出野喜則 澤入祐樹、古谷梨繪 高橋賢                                                          |
| 第10話 |                 | 在世界的角落呼喚你的名字 | 井上堅二 | 神保昌登                            | 神保昌登        | 山吉一幸、佐藤香織 平田和也、出野喜則 澤入祐樹、古谷梨繪 高橋賢                                                          |
| 第4期  |                 |                          |          |                                     |                 | |
| 第1話  |                 | 沒入銀色的城市           | 井上堅二 | 高橋賢                              | 高橋賢          | 山吉一幸、澤入祐樹 佐藤香織、古谷梨繪 出野喜則                                                                           |
| 第2話  |                 | 邂逅與再會               | 水瀨葉月 | 大石美繪                            | 佐佐木勅佳      | 大橋圭、近岡直 五味伸介                                                                                                  |
| 第3話  |                 | 你真正的敵人             | 井上堅二 | 神谷智大                            | 神谷智大        | 平田和也、山吉一幸 佐藤香織、古谷梨繪 佐佐木一浩、木下由美子 粟井重紀                                                    |
| 第4話  |                 | 致懦弱的妹妹             | 水瀨葉月 | 丸山由太、神保昌登 青木慎平、高橋賢 | 丸山由太        | 古谷梨繪、佐藤香織 澤入祐樹、山吉一幸 平田和也                                                                           |
| 第5話  |                 | 小淑女，襲來             | 井上堅二 | 湊未來                              | 伊部勇志        | 久松紗紀、古谷梨繪 若山政志、本田辰雄 月岡英明、佐藤香織                                                                 |
| 第6話  |                 | 凍結的敵意               | 水瀨葉月 | 五味伸介                            | 五味伸介        | 五味伸介 |
| 第7話  |                 | 人偶與布偶               | 井上堅二 | 大西景介                            | 大西景介        | 瀧本愛 |
| 第8話  |                 | 人與道具                 | 水瀨葉月 | 大石美繪                            | 神谷智大        | 塚本步、栗井重紀 古谷梨繪、佐藤香織 船越麻友美、前原薰 出野喜則                                                          |
| 第9話  |                 | 伊莉雅的選擇             | 井上堅二 | 山岸大吾                            | 山岸大吾        | 福地和浩、木下由美子 古谷梨繪、佐藤香織 平田和也                                                                         |
| 第10話 |                 | 去往公主的身邊           | 水瀨葉月 | 京極義昭                            | 井上圭介        | 久松紗紀、松浦里美 佐佐木睦美、飯飼一幸 船越麻友美、富田佳亨 粟井重紀、福部憲知 古谷梨繪、佐藤香織 氏家嘉宏、前原薰      |
| 第11話 |                 | 不是一個人               | 水瀨葉月 | 高橋賢                              | 高橋賢          | 古谷梨繪、福部憲知 飯飼一幸、富田佳亨 粟井重紀、船越麻友美 米田紘、佐藤香織 松村林檎、澤入祐樹 山吉一幸、平田和也 高橋賢 |
| 第12話 |                 | 連接的奇蹟               | 井上堅二 | 川口敬一郎                          | 丸山由太        | 高橋賢、平田和也 澤入祐樹、山吉一幸 古谷梨繪、佐藤香織 出野喜則、佐佐木睦美 前田義宏、久松沙紀 船越麻友美                |

### 播放電視台
日本深夜動畫：下文記載的日本国内播放時間使用日本標準時間（UTC+9）表示。因為部分時間标识會採用30小时制，因此請留意这类超过24:00的时间，其實際播放時間為翌日清晨。
| 播放地區 | 播放電視台             | 播放日期                | 播放時間（UTC+9）         | 所屬聯播網 | 備註           |
| 第1期    | 第1期                  | 第1期                   | 第1期                     | 第1期      | 第1期          |
| 先行放送 | 先行放送               | 先行放送                | 先行放送                  | 先行放送   | 先行放送       |
| -------- | ---------------------- | ----------------------- | ------------------------- | ---------- | -------------- |
| 日本全國 | NICONICO直播           | 2013年7月6日－9月7日    | 星期六 23時30分－24時00分 | 網絡電視   | 時間移位非對應 |
| 正式放送 |                        |                         |                           |            |                |
| 東京都   | TOKYO MX               | 2013年7月12日－9月13日  | 星期五 25時30分－26時00分 | 獨立UHF局  |                |
| 日本全國 | BS11                   | 2013年7月13日－9月14日  | 星期六 27時00分－27時30分 | 衛星電視   | ANIME+節目     |
| 千葉縣   | 千葉電視台             | 2013年7月14日－9月15日  | 星期日 24時00分－24時30分 | 獨立UHF局  |                |
| 神奈川縣 | 神奈川電視台           | 2013年7月14日－9月15日  | 星期日 24時00分－24時30分 | 獨立UHF局  |                |
| 埼玉縣   | 埼玉電視台             | 2013年7月14日－9月15日  | 星期日 24時00分－24時30分 | 獨立UHF局  |                |
| 兵庫縣   | SUN電視台              | 2013年7月14日－9月15日  | 星期日 24時30分－25時00分 | 獨立UHF局  |                |
| 福岡縣   | TVQ九州放送            | 2013年7月14日－9月15日  | 星期日 26時30分－27時00分 | 東京電視網 |                |
| 日本全國 | AT-X                   | 2013年7月16日－9月17日  | 星期二 23時30分－24時00分 | 衛星電視   | 有重播         |
| 岐阜縣   | 岐阜放送               | 2013年7月16日－9月17日  | 星期二 24時00分－24時30分 | 獨立UHF局  |                |
| 三重縣   | 三重電視台             | 2013年7月17日－9月18日  | 星期三 25時20分－25時50分 | 獨立UHF局  |                |
| 日本全國 | NTT docomo Anime Store | 2013年7月19日－9月20日  | 星期五 12:00 更新         | 網絡電視   |                |
| 第2期    |                        |                         |                           |            |                |
| 東京都   | TOKYO MX               | 2014年7月9日－9月10日   | 星期三 25時35分－26時05分 | 獨立UHF局  |                |
| 兵庫縣   | SUN電視台              | 2014年7月9日－9月10日   | 星期三 26時00分－26時30分 | 獨立UHF局  |                |
| 福岡縣   | TVQ九州放送            | 2014年7月9日－9月10日   | 星期三 26時40分－27時10分 | 東京電視網 |                |
| 日本全國 | AT-X                   | 2014年7月10日－9月11日  | 星期四 22時00分－22時30分 | 衛星電視   | 有重播         |
| 千葉縣   | 千葉電視台             | 2014年7月10日－9月11日  | 星期四 25時00分－25時30分 | 獨立UHF局  |                |
| 埼玉縣   | 埼玉電視台             | 2014年7月10日－9月11日  | 星期四 25時05分－25時35分 | 獨立UHF局  |                |
| 岐阜縣   | 岐阜放送               | 2014年7月10日－9月11日  | 星期四 25時45分－26時15分 | 獨立UHF局  |                |
| 三重縣   | 三重電視台             | 2014年7月10日－9月11日  | 星期四 26時20分－26時50分 | 獨立UHF局  |                |
| 神奈川縣 | 神奈川電視台           | 2014年7月11日－9月12日  | 星期五 25時15分－25時45分 | 獨立UHF局  |                |
| 日本全國 | BS11                   | 2014年7月11日－9月12日  | 星期五 27時00分－27時30分 | 衛星電視   | ANIME+節目     |
| 日本全國 | NTT docomo Anime Store | 2014年7月13日 - 9月14日 | 星期日 12:00 更新         | 網絡電視   |                |
| 第3期    |                        |                         |                           |            |                |
| 東京都   | TOKYO MX               | 2015年7月24日－9月25日  | 星期五 25時40分－26時10分 | 獨立UHF局  |                |
| 日本全國 | AT-X                   | 2015年7月25日－9月26日  | 星期六 22時30分－23時00分 | 衛星電視   | 有重播         |
| 日本全國 | BS11                   | 2015年7月25日－9月26日  | 星期六 27時00分－27時30分 | 衛星電視   | ANIME+節目     |
| 千葉縣   | 千葉電視台             | 2015年7月26日－9月27日  | 星期日 24時00分－24時30分 | 獨立UHF局  |                |
| 神奈川縣 | 神奈川電視台           | 2015年7月26日－9月27日  | 星期日 24時00分－24時30分 | 獨立UHF局  |                |
| 埼玉縣   | 埼玉電視台             | 2015年7月26日－9月27日  | 星期日 24時00分－24時30分 | 獨立UHF局  |                |
| 兵庫縣   | SUN電視台              | 2015年7月26日－9月27日  | 星期日 24時30分－25時00分 | 獨立UHF局  |                |
| 福岡縣   | TVQ九州放送            | 2015年7月26日－9月27日  | 星期日 26時35分－27時05分 | 東京電視網 |                |
| 岐阜縣   | 岐阜放送               | 2015年7月28日－9月29日  | 星期二 24時00分－24時30分 | 獨立UHF局  |                |
| 三重縣   | 三重電視台             | 2015年7月29日－9月30日  | 星期三 25時20分－25時50分 | 獨立UHF局  |                |
| 日本全國 | NTT docomo Anime Store | 2015年7月30日－10月1日  | 星期四 12:00 更新         | 網絡電視   |                |
| 日本全國 | au Anime Pass          | 2015年8月4日－10月6日   | 星期二 12:00 更新         | 網絡電視   |                |
| 日本全國 | 樂天 ShowTime          | 2015年8月6日－10月8日   | 星期四 12:00 更新         | 網絡電視   |                |
| 日本全國 | NICONICO频道           | 2015年8月13日－10月15日 | 星期四 12:00 更新         | 網絡電視   |                |
| 日本全國 | GyaO!                  | 2015年8月13日－10月15日 | 星期四 12:00 更新         | 網絡電視   | 收費配信       |
| 日本全國 | BANDAI CHANNEL         | 2015年8月13日－10月15日 | 星期四 12:00 更新         | 網絡電視   | 收費配信       |
| 第4期    |                        |                         |                           |            |                |
| 日本全國 | AT-X                   | 2016年7月6日－9月21日   | 星期三 23時00分－23時30分 | 衛星電視   | 有重播         |
| 東京都   | TOKYO MX               | 2016年7月6日－9月21日   | 星期三 25時05分－25時35分 | 獨立UHF局  |                |
| 兵庫縣   | SUN電視台              | 2016年7月6日－9月21日   | 星期三 25時30分－26時00分 | 獨立UHF局  |                |
| 福岡縣   | TVQ九州放送            | 2016年7月6日－9月21日   | 星期三 26時35分－27時05分 | 東京電視網 |                |
| 千葉縣   | 千葉電視台             | 2016年7月7日－9月22日   | 星期四 25時00分－25時30分 | 獨立UHF局  |                |
| 神奈川縣 | 神奈川電視台           | 2016年7月7日－9月22日   | 星期四 25時00分－25時30分 | 獨立UHF局  |                |
| 埼玉縣   | 埼玉電視台             | 2016年7月7日－9月22日   | 星期四 25時05分－25時35分 | 獨立UHF局  |                |
| 日本全國 | BS11                   | 2016年7月8日－9月23日   | 星期五 27時00分－27時30分 | ANIME+節目 |                |

### 映像特典
藍光和DVD各卷收錄、原作者廣山弘全程監修的新作動畫短片。
- 原作・監修：廣山弘

| 收錄卷 | 日文標題 | 中文標題                           | 劇本     | 分鏡     | 演出     | 作畫監督                                                            |
| 第1期  | 第1期    | 第1期                              | 第1期    | 第1期    | 第1期    | 第1期                                                               |
| ------ | -------- | ---------------------------------- | -------- | -------- | -------- | ------------------------------------------------------------------- |
| 1      | !!       | 紅寶石的心跳★ 滿是燈籠褲的大反省會 | 湊未來   | 湊未來   | 井上圭介 | 氏家嘉宏                                                            |
| 2      |          | 問答遊戲☆神奇的紅寶石              | 湊未來   | 湊未來   | 井上圭介 | 氏家嘉宏                                                            |
| 3      |          | 減重作戰                           | 湊未來   | 湊未來   | 井上圭介 | 氏家嘉宏、野田めぐみ 平田和也                                       |
| 4      |          | 女孩的事情                         | 湊未來   | 神保昌登 | 井上圭介 | 氏家嘉宏、野田めぐみ 平田和也                                       |
| 5      |          | 脫衣戰爭                           | 湊未來   | 湊未來   | 井上圭介 | 山吉一幸、平田和也                                                  |
| 第2期  |          |                                    |          |          |          |                                                                     |
| 1      |          | 第一次穿胸罩 伊莉雅篇              | 井上堅二 | 湊未來   | 湊未來   | 野田めぐみ                                                          |
| 2      |          | 第一次穿胸罩 美遊篇                | 井上堅二 | 笹原嘉文 | 笹原嘉文 | 澤入祐樹、佐藤香織 野田めぐみ、山吉一幸 氏家嘉宏、平田和也          |
| 3      |          | 姐姐的肌膚治療                     | 水瀨葉月 | 笹原嘉文 | 高橋賢   | 出野喜則、野田めぐみ 氏家嘉宏、山吉一幸 澤入祐樹、平田和也 佐藤香織 |
| 4      |          | 小學生旗袍                         | 水瀨葉月 | 湊未來   | 湊未來   | 山吉一幸、出野喜則 平田和也、野田めぐみ 澤入祐樹                    |
| 5      |          | 魔法少女×××                        | 水瀨葉月 | 高橋賢   | 高橋賢   | 平田和也、澤入祐樹 佐藤香織、氏家嘉宏 出野喜則                      |
| 第3期  |          |                                    |          |          |          |                                                                     |
| 1      |          | 野獸，再現！                       | 水瀨葉月 | 湊未來   | 井上圭介 | 古谷梨繪、澤入祐樹 平田和也、出野喜則                               |
| 2      |          | 無限服製                           | 井上堅二 | 湊未來   | 井上圭介 | 山吉一幸、澤入祐樹 古谷梨繪                                         |
| 3      |          | 少女喲，懷抱鬥志吧（前篇）         | 井上堅二 | 湊未來   | 井上圭介 | 古谷梨繪、佐藤香織 出野喜則、山吉一幸 平田和也                      |
| 4      |          | 少女喲，懷抱鬥志吧（後篇）         | 水瀨葉月 | 湊未來   | 井上圭介 | 平田和也、古谷梨繪 佐藤香織、澤入祐樹 山吉一幸、久松沙紀            |
| 5      |          | 芭潔特第一次的兼職工作             | 水瀨葉月 | 高橋賢   | 高橋賢   | 平田和也、古谷梨繪 佐藤香織、山吉一幸                               |
| 第4期  |          |                                    |          |          |          |                                                                     |
| 1      |          | 小學生的○○修行                     | 水瀨葉月 | 湊未來   | 井上圭介 | 八代紀實子 平田和也（總作畫監督）                                   |
| 2      |          | 實踐生存技巧                       | 井上堅二 | 湊未來   | 井上圭介 | 木下由美子 平田和也（總作畫監督）                                   |
| 3      |          | 換裝吧，再見了回憶                 | 水瀨葉月 | 湊未來   | 井上圭介 | 細田沙織 平田和也（總作畫監督）                                     |
| 4      |          | 怎麼可能會輸！                     | 井上堅二 | 井上圭介 | 井上圭介 | 細田沙織 平田和也（總作畫監督）                                     |
| 5      |          | 艾莉嘉的睡衣研究                   | 水瀨葉月 | 大沼心   | 大沼心   | 若山政志、細田沙織 平田和也（總作畫監督）                           |
| 6      |          | 紅寶石的衛宮家浴場觀察錄           | 井上堅二 | 大沼心   | 大沼心   | 平田和也                                                            |

## 劇場版
第4期動畫結束的時候宣佈將要推出劇場版動畫，2017年2月10日《劇場版 Fate/kaleid liner 魔法少女☆伊莉雅 雪下的誓言》（劇場版プリズマ☆イリヤ 雪下の誓い）正式發表。2017年8月26日上映。劇情敘述為電視動畫的前傳。
2020年5月21日新作劇場版製作發表，《劇場版 Fate/kaleid liner 魔法少女☆伊莉雅 Licht 無名的少女》（劇場版 Fate/kaleid liner プリズマ☆イリヤ Licht 名前の無い少女）於2021年8月27日在日本上映，2021年12月2日香港上映。

## 參閱
- Fate/stay night

## 備註
1. ↑  日文原名為ひろやまひろし（日语：ひろやまひろし），目前並無官方中文譯名，暫譯之。
2. ↑  新的Fate開幕了！／Happy Gander研究者·武内·E·崇（日語原文：來自月刊Comp Ace雜誌2007年11月號 第29頁。
3. ↑  這是伊莉雅最新形態！／伊莉雅學教授：茸教授來自月刊Comp Ace雜誌2007年11月號 第29頁。
4. ↑  第一部伊莉雅的英靈化其實就是她做的
5. ↑  核心是不能自行生成魔力的從者卡片，因此必須從外界獲取魔力。其存在本身就是一種奇蹟，光只是「存在」就需要不斷消耗魔力，基本上就完全是從者一般的存在
6. ↑  型月世界的設定之一：魔術師的體液中含有大量的魔力，但是並不是只有魔術師才有魔力，一般人也有魔力，不過如果隨意抽出一般人的魔力會讓對方昏倒，這是因為魔力與生命力有所關聯，過度抽出甚至可能致死
7. ↑  伊莉雅可以從紅寶石取得無限的魔力，而且小黑與伊莉雅的向性也更好，以魔力汲取的效率來說也更高，不會有太多魔力在汲取過程中散失
8. ↑  如從完全沒人和建築的地方砸盆栽、讓無人卡車衝撞伊莉雅等，小黑還抱怨伊莉雅的直覺和幸運等級，害她沒辦法直接不著痕跡地把伊莉雅解決掉
9. ↑  動畫第2季第6集。
10. ↑  “海馬”的日語為“龍的私生子”。
11. ↑  動畫第三集。
12. ↑  動畫第二季第七集。
13. ↑  官方網站標題。

## 外部連結
- （日語）TYPE-MOON官方網站（页面存档备份，存于）
- （日語）電視動畫Fate/kaleid liner 魔法少女☆伊莉雅 1st官方網站（页面存档备份，存于）
- （日語）電視動畫Fate/kaleid liner 魔法少女☆伊莉雅 2wei官方網站（页面存档备份，存于）
- （日語）電視動畫Fate/kaleid liner 魔法少女☆伊莉雅 2wei Herz官方網站（页面存档备份，存于）
- （日語）電視動畫Fate/kaleid liner 魔法少女☆伊莉雅 3rei官方網站（页面存档备份，存于）
- （日語）劇場版 Fate/kaleid liner 魔法少女☆伊莉雅 雪下的誓言 官方網站（页面存档备份，存于）
- （日語）劇場版 Fate/kaleid liner 魔法少女☆伊莉雅 Licht 無名的少女 官方網站 （页面存档备份，存于）
- （日語）TINY TREASURY（原作者的Blog）（页面存档备份，存于）